# Antarctische flora

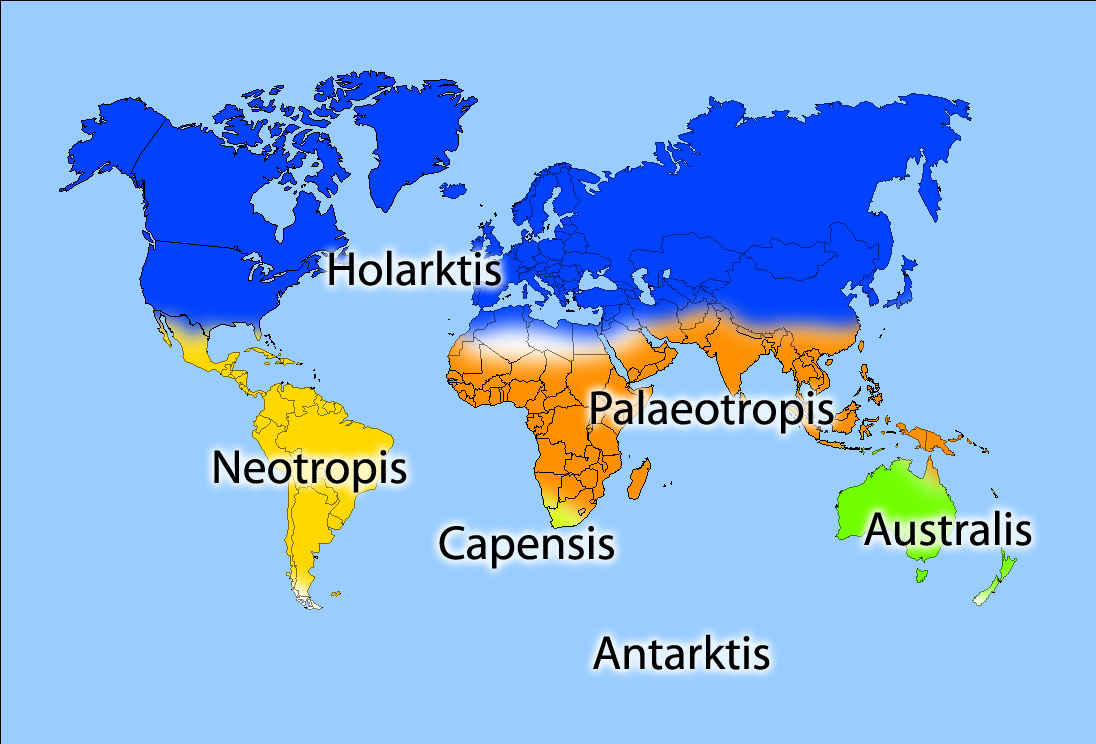
De florarijken

Antarctis is een florarijk dat naast het continent Antarctica een aantal andere gebieden omvat, zoals de zuidelijke punt van Zuid-Amerika, een aantal eilanden in de zuidelijke oceanen zoals de Falklandeilanden en Kerguelen.  Sommigen rekenen ook het zuideiland van Nieuw-Zeeland en zelfs Tasmanië ertoe.
De flora van Antarctis was ooit onderdeel van die van Gondwana en moet even uitgebreid geweest zijn als die van de andere florarijken. Door de haast volledige glaciatie van Antarctica is daar maar weinig van over. Dat geldt nog meer voor de oorspronkelijke fauna van het gebied.